# Oxyuranus temporalis
Espèce
Oxyuranus temporalis est une espèce de serpents de la famille des Elapidae.

## Répartition
Cette espèce est endémique du centre de l'Australie-Occidentale. Elle a été découverte dans la Walter James Range.

## Description
L'holotype de Oxyuranus temporalis, une femelle subadulte proche de la maturité sexuelle, mesure 970 mm dont 125 mm pour la queue.

## Étymologie
Son nom d'espèce, du latin tempŏrālis, « de la tempe, temporal », lui a été donné en référence à un arrangement des écailles temporales comparé aux deux autres espèces du genre Oxyuranus.

## Publication originale
- Doughty, Maryan, Donnellan & Hutchinson, 2007 : A new species of taipan (Elapidae: Oxyuranus) from central Australia. Zootaxa, n. 1422, p. 45-58 (texte intégral).